# Carrozze FFS tipo RIC
Le carrozze tipo RIC sono una serie di carrozze passeggeri delle Ferrovie Federali Svizzere, progettate per l'utilizzo su treni internazionali a lunga percorrenza.
Le prime serie furono costruite a partire dal 1964 sulla base dello standard unificato europeo X, a sua volta basato sulle carrozze tedesche tipo m.
Le serie successive furono costruite con un numero ridotto di scompartimenti (quelle di 1ª classe passarono da 10 a 9 scompartimenti, quelle di 2ª da 12 a 11), anticipando quindi il futuro standard tipo Z. Per questo motivo le carrozze di tali serie vennero in seguito definite come «carrozze Z2».
Alle serie RIC appartengono anche carrozze ristorante e cuccette.
Dal 2005 le FFS noleggiarono alle Ferrovie Nord Milano per due anni 28 carrozze di seconda classe (tipo Bpm), utilizzate dalle FNM sui treni da Laveno, Novara e Asso.